# Lijst van voetbalinterlands Bulgarije - Joegoslavië (vrouwen)
Deze lijst van voetbalinterlands is een overzicht van alle officiële voetbalinterlands tussen de nationale vrouwenteams van Bulgarije en Joegoslavië. De landen hebben drie keer tegen elkaar gespeeld.

## Wedstrijden
| № | Plaats   | Datum           | Competitie            | Wedstrijd               | Uitslag |
| - | -------- | --------------- | --------------------- | ----------------------- | ------- |
| 1 | Varna    | 3 april 1991    | Grand Hotel Varna Cup | Bulgarije − Joegoslavië | 0 − 1   |
| 2 | Kruševac | 5 december 1997 | WK 1999 kwalificatie  | Joegoslavië − Bulgarije | 2 − 0   |
| 3 | Sofia    | 6 juni 1998     | WK 1999 kwalificatie  | Bulgarije − Joegoslavië | 1 − 6   |

## Samenvatting
| Competitie            | Totaal gespeeld | Winst Bulgarije | Gelijk | Winst Joegoslavië | Doelsaldo Bulgarije – Joegoslavië |
| --------------------- | --------------- | --------------- | ------ | ----------------- | --------------------------------- |
| WK-kwalificatie       | 2               | 0               | 0      | 2                 | 1 − 8                             |
| Grand Hotel Varna Cup | 1               | 0               | 0      | 1                 | 0 − 1                             |
| Totaal                | 3               | 0               | 0      | 3                 | 1 − 9                             |